# 卡拉馬佐夫兄弟
《卡拉馬助夫兄弟們》（俄語：Бра́тья Карама́зовы）是俄罗斯作家陀思妥耶夫斯基创作的最后一部长篇小说，通常也被认为是他一生文学创作的巅峰之作。这部宏篇巨制在经历了《俄国导报》上两年的连载后，于1880年完成。他曾构想将其作为他的一部更宏大的作品《一个伟大罪人的一生》（The Life of a Great Sinner）的第一部分，然而未能如愿，他在《卡拉马佐夫兄弟》完成后仅四个月就辞世了。
整部小说有两个层次：从表面上看这是一樁弑父案，而受害人的几个儿子在某种程度上有串谋之嫌；但深层次上，这是一幕关于人精神的戏剧，讲述了一个信仰、猜忌、理智与自由意志间的道德角鬥。这部小说写作于俄罗斯的旧鲁萨，而整个故事也发生于这座小镇。
自从出版以来，这部作品曾被西格蒙德·弗洛伊德、阿尔伯特·爱因斯坦、教宗本笃十六世以及传记作家康斯坦丁·莫丘利斯基（Konstantin Mochulsky）等在不同领域的人物评价为具有极高的成就。

## 背景

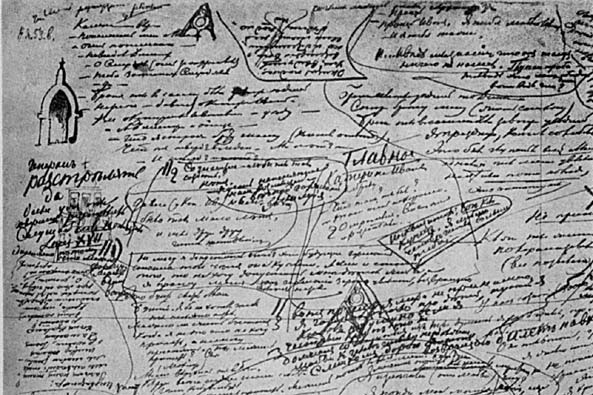
《卡拉马佐夫兄弟》第五章的手稿

陀思妥耶夫斯基于1878年开始写作《卡拉马佐夫兄弟》。小说的发端就能发现陀思妥耶夫斯基早年深受的几处影响的痕迹。例如他此时深受俄国哲学家和思想家尼古拉·费奥多罗维奇·费奥多罗夫的影响。费奥多罗夫推崇基督教中“凡人通过向耶稣对先辈的过错进行弥补达到救赎与重生，从而达到天下大同”的理念。
宗教与哲学虽深刻影响着陀思妥耶夫斯基自己以及他笔下人物的命运，然而一个更大的悲剧却彻底改变了小说的命运。1878年5月，陀思妥耶夫斯基年仅3岁的儿子阿辽沙 离开了人世，这也打断了小说的进度。陀斯妥思耶夫斯基遭受了空前巨大的打击，因为他儿子正是死于家族遗传的癫痫病。他将对于儿子离世的悲伤写在小说中，将阿辽沙这个与儿子同名的人物设置为贯穿始末的英雄，并赋予他所有为自己敬仰与寻求的美德。这份心痛也被揉和进了小说中退伍上尉斯涅吉辽夫 与他的儿子伊柳沙 的故事中。
一段个人经历也影响了陀思妥耶夫斯基，让他选择以一场弑父案作为小说的主要情节。1850年代，陀思妥耶夫斯基因为传播反政府言论而被放逐至西伯利亚，成为强制劳工。那段时期，他遇到了一个名叫Ilyinsky的年轻人，他被指控谋财弑父而被放逐至此。大约十年之后，陀思妥耶夫斯基才得知Ilyinsky乃是被误判的，且在真正的杀人犯伏法之后才得以无罪释放。这个事件对于陀思妥耶夫斯基的影响直接体现在这部小说中，更成为了推动情节发展的决定力量。不仅如此，老卡拉马佐夫的大儿子德米特里的许多体貌特征和性格特点也都与Ilyinsky很相似。

### 结构
诞生於19世纪的《卡拉马佐夫兄弟》却充斥着现代元素。陀思妥耶夫斯基在这部小说中运用了各色写作技巧，很多文学评论家也因此称这部小说在结构上有些散乱。那个全知全觉的讲述者便充分印证了这一点。虽然小说中的思想与感受大多与作者有利害关系，但陀思妥耶夫斯基小说中无所不用其极的这种写作怪癖却让他自己也仿佛变成了小说中的人物。在陀氏的文本中，讲述者与小说人物的语言严丝合缝，因此小说中也自然不存在话语的权威（见巴赫汀的《托斯妥耶夫斯基文学艺术的问题：复调与不确定性》中有更多关于陀氏与其人物的关系的研究）。这种写作技巧提升了“真理”的主题，也让叙述变得更加主观。
语言风格也是陀氏这部小说中的一大特色。每个角色都德行一致，有着自己的语言风格。文中还有几处脱离故事主线之处，都是为了让读者注意并了解那些在故事一开始并不那么重要的角色。例如第六卷《俄罗斯修士》中，全篇几乎都被用来介绍佐西马神父，其中包含了一段佐西马神父的自白。

### 翻译
由于使用了大量文学技巧和独特的文学语言，翻译工作因而变得至关重要。在出版后的漫長岁月中，《卡拉马佐夫兄弟》已被翻译成多种語言。由英国女翻译家康斯坦斯·加尼特夫人翻译的英文文本或许拥有着最大的读者群。然而一些文学评论家却认为译者在对陀氏的文本翻译时运用了太多的维多利亚式技巧。例如，在文本中，下层俄罗斯人说的英语竟带有纽约东区的口音。因此读者在确定阅读某个特定文本时必须先做比较才能保证阅读质量。于是在1990年，理查德·佩维尔和拉尼萨·沃罗孔斯基推出了另一个英译本，他们希望这个文本能更加贴近原著的语言风格，而这一版本也受到了包括《纽约时报》和伊利諾州立大學等学术机构与评论单位的好评。

#### 简体中文译本
| 译者          | 初版年代 | 出版社                               | 豆瓣评分/人数 |
| ------------- | -------- | ------------------------------------ | ------------- |
| 荣如德        | 1998     | 上海译文出版社                       | 9.4/8000+     |
| 耿济之        | 1940     | 良友，上海晨光出版社，人民文学出版社 | 9.4/1000+     |
| 徐振亚/冯增义 | 1996     | 浙江文艺，国际文化                   | 9.5/200+      |
| 臧仲伦        | 1999     | 河北教育出版社                       | 9.4/100+      |
| 吴琼          | 2013     | 北方文艺出版社                       | 9.2/30+       |
| 何茂正        | 2003     | 北京燕山出版社                       | 9.3/20+       |
| 年勋、宋岭    | 2000     | 延边人民                             | -             |

#### 繁體中文譯本
1. 1947年，耿濟之遺譯，自俄文原文全譯，第一本全文中譯本，上海晨光出版社[6][7]
2. 1953年，韋叢蕪翻譯，上海文光書店[8]
3. 2002年，王幼慈翻譯，小知堂文化事業有限公司[9]
4. 2004年，蕭逢年翻譯，志文出版社[10]

## 主要人物

### 费尧多尔·巴弗洛维奇·卡拉马佐夫
老卡拉马佐夫这个55岁的寄生虫和小丑在經歷了两段婚姻后成为了三个儿子的父亲。不仅如此，传言中他还有第四个儿子，不过这个私生子帕维爾·斯邁爾佳科夫竟然被他以厨子的身份留在家中。可是，老卡拉马佐夫对于几个儿子都不感兴趣，正因为如此，这个家庭中的所有成员之间都充满隔阂。而老卡拉马佐夫遭到谋杀和随即发生在他的大儿子德米特里身上的一系列事件构成了整部小说的主要情节。

### 德米特里·费尧多罗维奇·卡拉马佐夫
德米特里（米嘉、米剑卡、米特里）是老卡拉马佐夫的长子，也是老卡拉马佐夫第一次婚姻的唯一一个孩子。他继承了父亲好色的特质，这也使他与父亲常常起冲突。德米特里喜欢享受整夜的声色犬马和任何能带来刺激的娱乐，这使他很快耗尽资财，更诱发了他与老卡拉马佐夫更大的冲突。老卡拉马佐夫被谋杀后，他也因为父子间紧张的关系自然而然卷入了警方的调查。事实上，他的确在与父亲为同一个女人格露莘卡的争夺中差点想杀了他。

### 伊万·费尧多罗维奇·卡拉马佐夫
伊万是老卡拉马佐夫的次子。他是狂热的理性主义者，总困惑于莫名感受到的痛苦。就像他和阿辽沙在《反叛》（第二卷，第四章）这一章中说的：“我并非不接受上帝的存在，只是我谢绝了他的拯救。”
伊万自幼就表现得不温不火，似乎隔离于世上的所有人。他虽然嘴上不说，但对老卡拉马佐夫恨之入骨。这份仇恨最后却演变成对于老卡拉马佐夫死的愧疚，让伊万最终精神崩溃。小说中一些相当难忘或精彩的片段中都有伊万的身影，包括《反叛》（第二卷，第四章）这一章、紧接着的由他创作的诗剧《宗教大法官》，以及他关于魔鬼的噩梦（第十一卷，第九章）。
他也常被认为是卡拉马佐夫兄弟中最黑暗的一个。

### 阿列克塞·费尧多罗维奇·卡拉马佐夫
阿列克塞（阿辽沙、阿辽什卡）是老卡拉马佐夫最小的儿子。小说的开篇，讲述人即宣称他为故事中的主人公（而陀氏在序中也这样宣称）。在故事一开始，阿辽沙是当地修道院的见习教士。因此他的信仰从一开始便和哥哥伊万的无神论势不两立。他被佐西马神父送回尘世，随后就卷入了卡拉马佐夫家族肮脏不堪的迷局中。他还在旁支的故事中帮助了一群小学童，他们的命运给整部悲剧小说帶來一丝希望。阿辽沙在小说中一般充当他的兄弟与其他人间的故事的传话人或是目击者。

### 帕维尔·费尧多罗维奇·斯麦尔佳科夫
斯麦尔加科夫的母亲“发出臭气的Lizaveta”是街头上的聋女，他的名字也取自“发臭气人的儿子”的谐音。街坊都传他是老卡拉马佐夫的私生子，而故事一开始他便在老卡拉马佐夫家当仆人和厨子。他沉默寡言、闷闷不乐，和陀思妥耶夫斯基一样是个癫痫患者。还是个孩子时，他喜欢收集流浪猫，却只是为了把他们吊死并埋了。斯麦尔佳科夫总是形单影只，却对伊万有著特殊的钦佩并和他一样接受无神论，他甚至还向伊万承认是自己而不是德米特里杀了老卡拉马佐夫，同時声称是受了伊万的指使。他的名字在俄语中还有“蠢蛋”、“无耻之徒”的意思。

### 阿格拉菲娜·亚历山德罗芙娜·斯维特洛娃
阿格拉菲娜·斯维特洛娃（格鲁申卡，格露莎）是当地有名的荡妇，对于异性有着难以解释的吸引力。年轻时，她曾被波兰军官抛弃，如今正被一个残暴的吝啬鬼包养。与此同时，老卡拉马佐夫和德米特里都为她倾倒，这对父子的情敌关系更直接使德米特里捲入老卡拉马佐夫被害的事件当中。可这对父子如此为情所困，却换来格鲁申卡的玩弄与嘲笑，甚至被包养她的吝啬鬼好好伤害了一把。不过随着故事的发展，她却变得几近宽宏大量。

### 卡捷琳娜·伊万诺芙娜·维尔霍夫策娃
卡捷琳娜·伊万诺芙娜（卡嘉，卡笺卡）是德米特里的未婚妻，虽然他和格露莘卡有如此公开的奸情。她之所以会被许配给德米特里就是因为他为自己父亲的债务埋了单。与此同时伊万也爱着她，而她似乎也一贯以傲慢示之。不仅面对伊万，卡笺卡的“高尚”、“慷慨”和“宽容”也在故事的开始时时体现，甚至让人将这些品质与她完全画上等号；她却在后来堕落的过程中不断地冷冰冰地提醒着所有人的罪。在审判的结尾，一切都证明了卡笺卡并不比小说中的任何一个人物多余。即使是在结尾她向米剑卡忏悔并答应帮助他出逃时，面对进入医院病房的格鲁申卡，卡笺卡显然还是无法放下自己的身段。

### 麗薩·霍赫拉科娃
麗薩·霍赫拉科娃（Lise、莉兹）是個十四歲的少女，富有寡婦霍赫拉柯娃的獨生女，也是阿遼沙的青梅竹馬，幼時曾和阿遼沙在莫斯科有所來往。她的腿部有殘疾，需以輪椅代步。傾心於阿遼沙，曾送情書給他，兩人私訂終生。她有歇斯底里的傾向，但同時也極富有同理心，善於理解他人的心理，曾向阿遼沙剖析伊柳沙的父親拒收兩百盧布背後的心理。在鄰近結尾時託阿遼沙送了一封信給伊萬，但那封信被伊萬撕成碎片，在作者未寫續作即過世的情形下，無從得知此伏筆的確切情形。

### 佐西马长老
佐西马神父是阿辽沙在小镇修道院时的老师，也是修道院中的长老。因为他预知未来、替人治病传闻，所以在镇中也是个名人，同时也为他在众僧侣中带来了崇拜与嫉妒。小说中，佐西马长老曾经驳斥过伊万的无神论，但更多时候他充当的是一个解释和发展阿辽沙人格的角色。伊万关于其无道德论的辩护至多也是毫无根据，不过却反应了他的人格与家教。佐西马长老的教育决定了阿辽沙日后在伊柳沙故事一线中对待学童的方式。

### 伊柳沙
伊柳沙是当地的学童，同时也是小说副情节的主要人物。他的父亲，穷困潦倒的退伍上尉斯涅吉辽夫被老卡拉马佐夫差遣去恐吓背有债务的德米特里，反遭后者的侮辱，整个家庭也因此蒙羞。我们因此可以相信正是伊柳沙后来的病魔缠身直至死亡（他的葬礼正是小说的结尾）更好地诠释了小说的主题——即使一个微小的举动都会影响别人的命运，或者说我们“都对别人负有责任”。

## 摘要

### 第一卷：一户人家的历史
本卷大致介绍了卡拉马佐夫家族的概况以及与小说情节相关的故事，如老卡拉马佐夫的两段婚姻及对三个孩子的毫不尽教养之责。另外，卡拉马佐夫三兄弟的各自性格与他们回到老家的前因后果也予以充分交代。本卷的结尾，佐西马长老神秘地让阿辽沙还俗。

### 第二卷：不该举行的聚会
本卷故事的开始，卡拉马佐夫一家聚于小镇的修道院，佐西马长老决心做中间人，调解德米特里和老卡拉马佐夫因为德米特里的财产而产生的纠纷。讽刺的是，伊万这个无神论者提议了在这个很神圣的地方当着长老的面谈论如此的问题。当然，德米特里还是一如既往地晚来，而后的聚会反而让父子关系更加恶化了。本卷还有一个细节：佐西马长老安慰了一位承受着丧子之痛的妇女，这也许是陀思妥耶夫斯基个人感情的渗透。

### 第三卷：酒色之徒
本卷介绍了更多德米特里，老卡拉马佐夫与格鲁申卡间三角关系的细节，并在刻画德米特里躲在老卡拉马佐夫寓所外等待格鲁申卡时偶遇阿辽沙的对话中探讨了德米特里的人格特点。就在那天夜里，德米特里闯入老卡拉马佐夫寓所并威胁要在近期杀了他。这一卷还介绍了斯麦尔加科夫的身世，包括他的母亲“发臭的Lizaveta”的故事。结尾时，格鲁申卡吃醋于卡特琳娜被许配给德米特里时被阿辽沙撞见，这让这个骄傲的女人大惊失色。

### 第四卷：咄咄怪事
本卷分出了一个后面会详述的情节：一日，阿辽沙目睹一群学童打一个病怏怏的名叫伊柳沙的学童并试图阻止，却反被伊柳沙咬了一下手指。阿辽沙后才得知，伊柳沙的父亲（原上尉斯涅吉辽夫）受到了德米特里拖出酒吧的侮辱，更目睹了这个家庭的艰难。而斯涅吉辽夫却必须把仅有的钱当作赔礼送给德米特里，阿辽沙当即提供了帮助。斯涅吉辽夫一开始欣然接受，随后却气愤地把钱扔回阿辽沙，故作骄傲回到了房间。

### 第五卷：正与反
本卷被陀思妥耶夫斯基认为是小说的高潮。在与阿辽沙在咖啡馆的见面中，伊万充满激情地赞美渗透于俄罗斯社会中的理性主义与无政府主义思潮，并且为之辩护。在《反叛》一章中，伊万宣称他不接受神造的世界，因为那是建立在为无辜的孩子蒙羞的基础上的。在小说或许最有名的章节《宗教大法官》中，伊万通过他臆想的诗歌向阿辽沙讲述了一个西班牙宗教裁判所中的领袖 大審判官 遭遇歸來的耶稣基督的故事，以上主的不作為與基督教教義中的仁愛思想相悖為由回絕了基督教教義中關於上主創世意義的説法。在这里, 基督來到世上並到處施行神跡，吸引了大批教徒來朝拜祂，可是不久之後基督被宗教裁判所逮捕並被囚禁在監牢中，大審判官前來斥責基督，说道：“你为什么这时来妨碍我们？……我们和他（指 撒但）而不是和你一同活着……从他那里我们得到了你不屑的东西，那是他给你的最后一份礼物，播撒你的光辉于寰宇之间。我们活在罗马的光环、凯撒的光环中，我们是世界的至尊……我们应当胜利更应成为凯撒，人类也该开始筹备这属于整个世界的幸福。」隨後大審判官指責基督誤判了人性，因為祂在受魔鬼引誘時，首先拒絕了點石成餅，大審判官指出如果基督願意點石成餅，就能吸引群眾追隨他，然後再教導他們美德，其次, 基督拒絕了要天使托著他，大審判官指出如果基督願意這樣做，群眾便會相信他真的是天主之子，接着, 基督拒絕了統治天下萬國，大審判官指出如果基督願意接受統治權，就能確保每一個人都能得救，最後大審判官表示基督明明知道大多數人無法妥善運用自由意志，卻偏偏給予他們如此沉重的負擔，暗示基督早就知道他們將會喪亡。
大審判官又指出雖然天主教以神靈的名義統治世界，但是實際上運用魔鬼的原則來辦事，表示儘管教眾最後都會走向死亡和毀滅，不過天主教能夠使他們在生時感到快樂，並且通過告解來減輕他們心中的罪惡感。
大審判官結束了他的雄辯之後，一直保持沉默的基督親吻了年老的大審判官，大審判官感到既驚訝又動容。儘管他仍然堅持自己的想法，不過這個吻一直在他的心中燃燒。其後大審判官釋放了基督，並且勸告祂永遠不要回來，隨後基督便離開並消失在城鎮的黑暗小巷裡。
伊萬説完故事後，詢問阿遼沙有何想法，阿遼沙突然親吻了伊萬。伊萬高興地説：「那是抄襲⋯⋯不過, 謝謝你。」兩人懷着對於對方的敬意分道揚鑣。
據說這個故事的草稿中有一段 後來被刪除的偏激語句：「 有罪的和殘忍的是基督，仁慈的和無罪的是大審判官。是基督要求世人為祂受苦，而大審判官為世人受苦。」

### 第六卷：俄罗斯修士
本卷介绍了临终的佐西马长老的身世。佐西马长老逝世前讲述了自己年轻时的叛逆以及后来在一次打斗中幡然醒悟，决定歸信基督、成为修道士的故事。他还宣扬了東正教的教義，认为人必须承认自己是有罪的，并且原諒所有人；他还解释道, 没有罪過是孤立存在的，世人都应为他人所犯的罪過负责。他亦表示如果人們願意真心悔改，必蒙上主寛恕，因為沒有罪過能夠蓋過上主的慈愛。佐西马长老的神学观点与伊万用以挑战基督教教義的哲學观点完全对立。

### 第七卷：阿辽沙
本卷开始佐西马长老就辞世了。人们都期望他的尸体能和所有神圣的人的尸体一般永不腐烂，但是佐西马长老的尸体不但腐烂了，并且第一天开始就臭味难耐。这让一些人对自己对于佐西马长老的崇敬产生了怀疑。阿辽沙也因此感到崩溃，他的教友拉基津利用阿辽沙的脆弱安排了他与格露莘卡的见面。本卷的结尾，阿辽沙还俗了，触摸到世俗那一刻的痉挛地大叫如同是一次新生。

### 第八卷：米嘉
本卷主要講述德米特里因为疯狂拜金而同格鲁申卡私奔。此时，德米特里欠了他的未婚妻卡特琳娜的钱，要是在去找格鲁申卡前不还的话就会被认为是小偷。于是这笔钱逼得他假装去邻镇做生意，却吃惊地得知格鲁申卡将要嫁给他有钱的父亲老卡拉马佐夫。当他生意失败后，他陪着格鲁申卡去了她的恩人那里却发现她金蝉脱壳，早早脱身了。气愤中，他只身拿着黄铜制的杵去了老卡拉马佐夫，从窗口监视他。从口袋中拿出杵后，他一念之差砸向了仆人格里高利的头。之后的德米特里浑身是血、神经恍惚地站在大街上，手上拿着几千卢布。不久，他发现格鲁申卡被老情人带着去了一家不远的旅店。自此，德米特里装了一整手推车的食物，拂晓时分，当着格鲁申卡的面肆意放纵，好像他将自杀一般。那个所谓名正言顺的老情人，不过就是一个粗鄙的波兰人，聚会上也出老千。行迹败露后，他匆匆溜走，格鲁申卡立刻凑到德米特里面前说她爱他。聚会继续进行，德米特里与格鲁申卡的调情也渐入佳境，就在此时警方突然进入并且以他涉嫌謀殺老卡拉马佐夫将他逮捕。

### 第九卷：预审
本卷介绍了老卡拉马佐夫被谋杀的细节，并具体描写了对于德米特里的审讯（虽然他本人坚决否认）。这起血案被认定是谋财害命。而身无分文的德米特里却在他的父亲遇害不久被人在大街上看见在街上拿着3,000卢布，与此同时，老卡拉马佐夫留给格鲁申卡的3,000卢布也看见了。德米特里解释说这笔钱是来自于卡特琳娜，让他交给她的姊妹。他那天晚上用了一半的钱纵酒乱性后，另一半钱则被他装在布袋子里准备出于尊严还给卡特琳娜。这番话没法让律师相信，因为所有的证据都对他不利。当时，屋子里除了他只有斯麦尔加科夫——他前一天刚癫痫发作，不可能杀人。德米特里“理”所应当被控杀害自己的父亲，被带入监狱等待审判。

### 第十卷：大男孩和小男孩
本卷复述了第四卷中提到的学童和伊柳沙的故事，开端介绍了一个名叫柯利亚·克拉索特金的男孩。柯利亚是一个颇有才气的男孩子，他宣称自己“信奉”无神论、社会主义且笃信欧洲的思想。一切似乎都是命中注定，他必须要追随着伊万的足迹，然而陀思妥耶夫斯基正是通过他的所作所为，特别是他和阿辽沙的对话，取笑这个本质上不知道自己究竟在说什么的“欧化分子”。柯利亚对生活和母亲带給他的无穷痛苦感到厌烦透顶。他恶作剧地在火车通过前卧轨却活了下来，成为一个奇迹。因此，所有人——特别是伊柳沙 ——都景仰他。伊柳沙的病情从第四卷之后不断恶化，已不可能痊愈了，而柯利亚和伊柳沙在“虐狗事件”后闹翻了，因为伊柳沙在斯麦尔加科夫的强迫下喂给了狗一块藏有别针的面包。幸好阿辽沙出面调解，学童们和伊柳沙和解了；而柯利亚不久后也陪伴在伊柳沙的床头。这也是柯利亚第一次见到了阿辽沙，从此他重新审视了自己的虚无主义信仰。

### 第十一卷：伊万
本卷介绍了伊万对于周围人的破坏性的影响以及他自己是如何陷入疯狂的。本卷中伊万与斯麦尔加科夫见了三次面，而最后一次是这一卷中的高潮。斯麦尔加科夫戏剧性地向伊万忏悔，声称是他在假装癫痫，然后杀了老卡拉马佐夫并偷了他的钱。斯麦尔加科夫对伊万对此表示惊异与无视感到不相信，他声称伊万是他的帮凶：是他告诉自己什么离开，更重要的是他灌输给了他世界并非神造、“什么事都是被允许的”的思想。本卷结束于伊万关于魔鬼的幻觉，那个魔鬼拜访了他并嘲笑他的信仰。而阿辽沙发现伊万咆哮时就告诉他斯麦尔加科夫已经在他们最后一次见面后自杀了。

### 第十二卷：错案
本卷详细描述了对于德米特里的审判。法庭被陀思妥耶夫斯基进行了讽刺性地描写，所有人被塑造得躁动而不怀好意，女性则毫无理性可言地被德米特里的三角恋所吸引。伊万的疯狂让法庭以威胁秩序为由拖了出去，此前他还是将他和斯麦尔加科夫的最后一次见面和斯麦尔加科夫的忏悔向法庭做了陈述。审判的转折点出现于卡特琳娜诅咒意味的证词上。她激动于伊万的疯狂，认为这是由于她假装出的对德米特里的爱，还向法庭展示了一封德米特里醉酒时写的信，德米特里在里面声称他要杀了老卡拉马佐夫。本卷结束于检方与被告律师在如火如荼的秘密辩论决定德米特里有罪。

### 尾声
故事开始于德米特里含糊不清的逃跑计划，因为要是不逃，他将忍受20年的西伯利亚苦难劳工生涯。卡特琳娜到医院与德米特里相见，德米特里本该被带走却生了场病，如今大病初愈。他们承诺相爱一生，但其实各自都心有所属。小说在伊柳沙的葬礼中结束。伊柳沙的学童朋友听了阿辽沙的“石边演讲”，他保证会永远记住柯利亚、伊柳沙和所有的学童，即使他们可能会分开永不得相见。阿辽沙恳求孩子们互相敬爱，要将伊柳沙的记忆永远铭记，更要记得他们此刻石边的相聚与相敬相爱。学童们在泪水中向阿辽沙保证他们会永远记住这里的每个人，拉着手回到斯涅吉辽夫的家中赴宴，高呼道“卡拉马佐夫万岁！”

## 小说的影响
《卡拉马佐夫兄弟》对后世的部分文学与哲学巨匠有着深刻的影响。西格蒙德·弗洛伊德称其为“史上最伟大的小说”，喜欢她的理由是其中的「伊底帕斯情结」。1928年，弗洛伊德发表了一篇名为《陀思妥耶夫斯基和弑父》的论文并在其中探讨了陀思妥耶夫斯基自身的精神及其对于这部小说的作用。在论文中他称陀思妥耶夫斯基的癫痫病并非自然发生，而是对于父亲死亡含有愧疚的生理表现。在他看来，陀思妥耶夫斯基（包括他小说中的那些儿子）由于潜在的占有母亲的欲望而期盼父亲的死亡。值得关注的是陀思妥耶夫斯基的癫痫病也正是在他的父亲死去那一年（他18岁时）首次发作，弗洛伊德在理论中引此为证。《卡拉马佐夫兄弟》中弑父与罪的主题，特别是伊万阐释的道德负罪，可以被认为是对于弗洛伊德理论的有利作证。
弗兰兹·卡夫卡是另一个自认为其作品深受陀思妥耶夫斯基和《卡拉马佐夫兄弟》影响的作家。卡夫卡自称与陀思妥耶夫斯基有“血缘关系”，或许是因为陀思妥耶夫斯基的存在主义的主题。两个作家或许还有一个相似处，就是他们和父亲的关系不怎么样。《卡拉马佐夫兄弟》中父子间紧张的关系深深吸引了卡夫卡，使他在很多部作品中都阐释了父子间的关系。这些作品中又以《审判》阐释得最为明显。
詹姆斯·乔伊斯注意到：“列夫·托尔斯泰很尊敬他却认为它没多少艺术头脑。同时，他也说‘他很尊敬这个作家’，这是真实的评价，因为即使小说中的人物多么挥霍无度，多么疯狂，但他们的内心却是如此坚定……《卡拉马佐夫兄弟》……他是在对我产生了深刻的影响……创造了如此难忘的细节……或许你知道那叫做癫狂，可是你却无法完全理解，因为那是天才的杰作……我愿叫他们亢奋……或许和疯狂已经没有区别了。事实上所有伟人都有这样的性情，这正是他们伟大的源泉；那些“守规矩”，什么都能循规蹈矩的人必定是碌碌无为的。”